# Государственный университет Коппин
Государственный университет Коппин (англ. Coppin State University) — американский государственный исторически чёрный университет в Балтиморе, штат Мэриленд.
Является частью Университетской системы Мэриленда и членом Фонда колледжа Тергуда Маршалла.

## История
Государственный университет Коппина был основан в 1900 году Школьным советом Балтимора (Baltimore City School Board) и первоначально назывался Средней школой для цветных (Colored High School, позже названной Douglass High School). Сначала у него был только годичный учебный курс для подготовки афроамериканских учителей начальной школы. К 1902 году программа обучения была расширена до двухлетнего обычного отделения средней школы. Семь лет спустя Средня школа для цветных была обособлена и получила собственного директора.
В 1926 году это учебное учреждение было названо Нормальной школой Фанни Джексон Коппин (Fanny Jackson Coppin Normal School) в честь афроамериканки, пионера в области педагогического образования — Фанни Джексон Коппин. К 1938 году учебная программа была увеличена до четырёх лет, и учебному заведению было дано право на присуждение степени бакалавра наук, а название было изменено на Педагогический колледж Коппин (Coppin Teachers College). В 1950 году колледж стал частью системы высшего образования штата Мэриленд при Министерстве образования штата и был переименован в Государственный педагогический колледж Коппин (Coppin State Teachers College). Два года спустя он переехал на свой нынешний участок площадью 38 акров на West North Avenue.
В знак признания достижений колледжа, его Попечительский совет в 1963 году постановил, что полномочия учреждения по предоставлению степеней больше не будут ограничиваться педагогическим образованием. После этого из названия учебного учреждения убрали термин «педагогический» и оно стало называться Государственный колледж Коппин (Coppin State College). В 1988 году колледж стал частью недавно организованной Университетской системы Мэриленда. Школа была официально переименована в Университет штата Коппин 13 апреля 2004 года. И только 13 апреля 2004 года колледж был официально переименован в Государственный университет Коппин.

## Деятельность
Государственный университет Коппин имеет аккредитацию Комиссии средних штатов по высшему образованию.
Он предлагает программы бакалавриата, магистратуры и сертификаты в следующих своих академических подразделениях:
- College of Arts & Sciences, and Education
- College of Behavioral & Social Sciences
- College of Business
- College of Health Professions

На территории кампуса действует более 30 студенческих организаций, в их числе студенческие братства Alpha Phi Alpha, Alpha Phi Alpha, Omega Psi Phi, Phi Beta Sigma, Iota Phi Theta и сестринства Alpha Kappa Alpha, Delta Sigma Theta, Zeta Phi Beta, Sigma Gamma Rho.

### Президенты
Первым президентом Коппина (1930—1956) был Майлз Коннор (Miles Connor), которого сменил Парлетт Мур (Parlett Moore). Проработав в этой должности с 1956 по 1970 год, он был сменён на Кальвин Бернетта (Calvin W. Burnett). Бернет проработал президентом университета долгие тридцать три года, и ему на смену пришёл Стэнли Баттл, назначенный 3 марта 2003 года. После того, как Баттл перешёл на работу в Государственный университет A&T Северной Каролины, в 2007 году в Государственный университет Коппин был принят Реджинальд Эйвери (Reginald Avery), объявивший о своей отставке 22 января 2013 года.
Шестым президентом университета стал Мортимер Нефвилл (Mortimer H. Neufville), находившийся на этом посту до июля 2015 года. Седьмым по счёту и первым президентом-женщиной стала 1 июля 2015 года Мария Томпсон (Maria Thompson). После выхода её на пенсию в июне 2019 года, временно должность президента до мая 2020 года исполнял Микки Берним (Mickey L. Burnim ). 26 мая 2020 года президентом вуза был назначен Энтони Дженкинс (Anthony L. Jenkins), который занимает эту должность по настоящее время.